# دهستان صیدون جنوبی
دهستان صیدون جنوبی، یکی از دهستان‌های بخش علا شهرستان صیدون در استان خوزستان ایران است. مرکز این دهستان، روستای علا است.

## جمعیت
بر پایه سرشماری عمومی نفوس و مسکن در سال ۱۳۹۵، جمعیت دهستان صیدون جنوبی برابر با ۳٬۰۱۰ نفر بوده‌است.